# Danh sách quân chủ Ấn Độ
Danh sách vua Ấn Độ sau đây là một trong những danh sách người đương nhiệm. Các vị vua và triều đại mang tính thần thoại ban đầu và được dẫn chứng bằng tư liệu sau này được coi là đã cai trị một phần tiểu lục địa Ấn Độ đều có trong danh sách này.

## Kỷ nguyên các triều đạiMagadha(khoảng 1700 TCN – 550)[1]

### Nhà Brihadratha(khoảng 1700–799 TCN)
- Susharma Chand
- Porus
- Brihadratha
- Jarasandha
- Sahadeva
- Somapi (1678–1618 TCN)
- Srutasravas (1618–1551 TCN)
- Ayutayus (1551–1515 TCN)
- Niramitra (1515–1415 TCN)
- Sukshatra (1415–1407 TCN)
- Brihatkarman (1407–1384 TCN)
- Senajit (1384–1361 TCN)
- Srutanjaya (1361–1321 TCN)
- Vipra (1321–1296 TCN)
- Suchi (1296–1238 TCN)
- Kshemya (1238–1210 TCN)
- Subrata (1210–1150 TCN)
- Dharma (1150–1145 TCN)
- Susuma (1145–1107 TCN)
- Dridhasena (1107–1059 TCN)
- Sumati (1059–1026 TCN)
- Subhala (1026–1004 TCN)
- Sunita (1004–964 TCN)
- Satyajit (964–884 TCN)
- Biswajit (884–849 TCN)
- Ripunjaya (849–799 TCN)

### NhàTrigarta(Trigart Raje) (Không rõ niên đại)
- Vua & Hoàng đế dòng tộc Katoch
- Vua & Hoàng đế dòng tộc Jaswal
- Vua & Hoàng đế dòng tộc Guleria
- Vua & Hoàng đế dòng tộc Sibaia
- Những nhà cai trị dòng tộc Dadwal

### Nhà Pradyota(799–684 TCN)
- Pradyota
- Palaka
- Visakhayupa
- Ajaka
- Varttivarddhana

### Nhà Haryanka/Nhà Shishunaga(684–424 TCN)
- Bimbisara (544–491 TCN), người sáng lập Đế quốc Magadha đầu tiên
- Ajatashatru (491–461 TCN)
- Udayin
- Anirudha
- Mund
- Darshaka (từ 461 TCN)
- Nagdashak (người cai trị cuối cùng của triều đại Haryanka)
- Shishunaga (412–344 TCN), đã lập nên Vương quốc Magadha
- Kakavarna
- Kshemadharman
- Kshatraujas
- Nandivardhana
- Mahanandin (đến 424 TCN), đế chế của ông đã được đứa con ngoài giá thú kế thừa là Mahapadma Nanda

### Nhà Nanda(424–321 TCN)
- Mahapadma Nanda (từ 424 TCN), đứa con ngoài giá thú của Mahanandin, sáng lập nên Đế quốc Nanda sau khi kế thừa đế chế của Mahanandin
- Pandhukananda
- Panghupatinanda
- Bhutapalananda
- Rashtrapalananada
- Govishanakananda
- Dashasidkhakananda
- Kaivartananda
- Dhananand (Agrammes, Xandrammes) (đến 321 TCN), để mất đế chế của mình vào tay Chandragupta Maurya sau khi bị ông này đánh bại.
- Karvinatha Nand (đứa con ngoài giá thú của Mahapadna Nanda)

Chín vị vua đương thời và các anh em, được gọi là Nava Nandas (chín Nandas), cai trị các vùng khác nhau của Magadh (hiện nay là bang Bihar của Ấn Độ) đứng đầu là vị vua mạnh nhất của tất cả các Janpads về sau là 14 (Vương quốc) của Ấn Độ; Dhananand.

### Nhà Maurya(324–184 TCN)
- Chandragupta Maurya (Chandragupta Maurya Đại đế) (Sandrakottos) (322–298 TCN), sáng lập nên Đế quốc Maurya sau khi đánh bại cả Đế quốc Nanda và Vương quốc Seleukos của Macedonia, tự xưng là dòng dõi của triều đại Shakya, vị Hoàng đế đầu tiên của Ấn Độ đã thống nhất toàn miền bắc Ấn Độ.
- Bindusara Amitraghata (298–273 TCN)
- Ashoka Vardhana (Ashoka Đại đế) (273–232 TCN), được coi là vị Hoàng đế Ấn Độ cổ đại vĩ đại nhất, vị Hoàng đế đầu tiên thống nhất Ấn Độ (sau khi chinh phục hầu hết Nam Á và Afghanistan), tiếp nhận Phật giáo, ban quyền động vật và đề xướng phi bạo lực
- Dasaratha (232–224 TCN)
- Samprati (224–215 TCN)
- Salisuka (215–202 TCN)
- Devavarman (202–195 TCN)
- Satadhanvan (195–187 TCN), Đế quốc Maurya đã bị thu hẹp dưới thời trị vì của ông
- Brhadratha (187–184 TCN), bị Pushyamitra Shunga ám sát

### Nhà Shunga(185–73 TCN)
- Pushyamitra Shunga (185–149 TCN), thành lập triều đại sau khi ám sát Brhadratha
- Agnimitra (149–141 TCN), con trai và người kế vị của Pushyamitra
- Vasujyeshtha (141–131 TCN)
- Vasumitra (131–124 TCN)
- Andhraka (124–122 TCN)
- Pulindaka (122–119 TCN)
- Ghosha
- Vajramitra
- Bhagabhadra (khoảng 110 TCN), được đề cập bởi Puranas
- Devabhuti (83–73 TCN), vị vua Sunga cuối cùng

### Nhà Kanva(73–26 TCN)
- Vasudeva (khoảng 75 – khoảng 66 TCN)
- Bhumimitra (khoảng 66 – khoảng 52 TCN)
- Narayana (khoảng 52 – khoảng 40 TCN)
- Susarman (khoảng 40 – khoảng 26 TCN)

### Tây Kshatrapas(35–405)
- Nahapana (119–124)
- Castanafl (khoảng 120)
- Rudradaman I (khoảng 130–150)
- Damajadasri I (170–175)
- Jivadaman (175, mất 199)
- Rudrasimha I (175–188, mất 197)
- Isvaradatta (188–191)
- Rudrasimha I (phục vị) (191–197)
- Jivadaman (phục vị) (197–199)
- Rudrasena I (200–222)
- Samghadaman (222–223)
- Damasena (223–232)
- Damajadasri II (232–239) với
- Viradaman (234–238)
- Yasodaman I (239-240)
- Yasodaman II (240)
- Vijayasena (240–250)
- Damajadasri III (251–255)
- Rudrasena II (255–277)
- Visvasimha (277–282)
- Bhartridaman (282–295) với
- Visvasena (293–304)
- Rudrasimha II (304–348) với
- Yasodaman II (317–332)
- Rudradaman II (332–348)
- Rudrasena III (348–380)
- Simhasena (380–?)

### Nhà Gupta(khoảng 240–550)
- Sri-Gupta I (khoảng 240–290), người sáng lập vương triều Gupta
- Ghatotkacha (290–305)
- Chandra Gupta I (305–335), người sáng lập Đế quốc Gupta, thường được coi là thời đại vàng của văn hóa Ấn Độ
- Samudra Gupta (Samudragupta Đại đế) (335–370). Có tiếng là chưa bao giờ để thua một trận chiến nào trong suốt đời mình.
- Rama Gupta (370–375)
- Chandra Gupta II (Chandragupta II Đại đế) (Chandragupta Vikramaditya) (375–415), con trai của Samudra Gupta, Đế chế Gupta đạt tới cực thịnh dưới triều đại của ông, nhà du hành Trung Quốc Pháp Hiển đã mô tả văn hóa Ấn Độ dưới thời của vị vua này
- Kumara Gupta I (415–455)
- Skanda Gupta (455–467)
- Kumara Gupta II (467–477)
- Buddha Gupta (477–496)
- Chandra Gupta III (496–500)
- Vainya Gupta (500–515)
- Narasimha Gupta (515–530)
- Kumara Gupta III (530–540)
- Vishnu Gupta (khoảng 540–550)

## Nhà Pandya(khoảng 550 TCN – 1345)

### Nhà Pandyamiền Trung (khoảng 550 TCN – 1311)
- Kadunkoen (khoảng 550–450 TCN)
- Pandion (khoảng 50 TCN – 50 SCN), người Hy Lạp và người La Mã biết đến với tên gọi Pandion

Pandya Sơ kỳ
- Nedunj Cheliyan I (Aariyap Padai Kadantha Nedunj Cheliyan)
- Pudappandiyan
- Mudukudumi Paruvaludhi
- Nedunj Cheliyan II (Pasumpun Pandiyan)
- Nan Maran
- Nedunj Cheliyan III (Talaiyaalanganathu Seruvendra Nedunj Cheliyan)
- Maran Valudi
- Musiri Mutriya Cheliyan
- Ukkirap Peruvaluthi

Đế quốc thứ nhất
- Kadungon (khoảng 600–700), phục hưng triều đại
- Maravarman Avani Culamani (590–620)
- Cezhiyan Cendan (620–640)
- Arikesari Maravarman Nindraseer Nedumaaran (640–674)
- Kochadaiyan Ranadhiran (675–730)
- Arikesari Parankusa Maravarman Rajasinga (730–765)
- Parantaka Nedunjadaiyan (765–790)
- Rasasingan II (790–800)
- Varagunan I (800–830)
- Sirmara Srivallabha (830–862)
- Varaguna II (862–880)
- Parantaka Viranarayana (862–905)
- Rajasima Pandian II (905–920)

Pandya Trung hưng
- Jatavarman Sundara Pandyan (1251–1268), hồi sinh ánh hào quang của Pandyan, được coi là một trong những nhà chinh phục vĩ đại nhất của miền Nam Ấn Độ
- Maravarman Sundara Pandyan
- Maravarman Kulasekaran I (1268–1308)
- Sundara Pandya (1308–1311), con trai của Maravarman Kulasekaran, chiến đấu với người em Vira Pandya nhằm tranh đoạt ngôi vị
- Vira Pandya (1308–1311), con trai của Maravarman Kulasekaran, chiến đấu với người anh Sundara Pandya nhằm tranh đoạt ngôi vị, Madurai bị triều đại Khilji chinh phục

### Nhà Pandalam (khoảng 1200)
- Raja Rajasekhara (khoảng 1200 – 1500), hậu duệ của Vương triều Pandya, cha của Ayyappan (thường được coi là một vị thần Hindu)

## Đế quốc ngoại bang tại khu vực Tây Bắc Ấn Độ (khoảng 538 TCN – 750)
Những đế chế này khá rộng lớn, tập trung ở Ba Tư hoặc Địa Trung Hải; các phó vương (tỉnh) ở Ấn Độ chỉ là vùng ngoại ô của họ.

### Nhà AchaemenescủaĐế quốc Ba Tư(khoảng 538–330 TCN)
- Cyrus Đại đế (khoảng 538–529 TCN), lập nên Đế quốc Achaemenes, chinh phục các vùng nay là Pakistan
- Cambyses II (530–521 TCN)
- Smerdis (521 TCN)
- Darius I (521–486 TCN)
- Xerxes I (486–465 TCN)
- Artaxerxes I (474–424 TCN)
- Xerxes II (424–423 TCN)
- Sogdianus (424–423 TCN)
- Darius II (424–404 TCN)
- Artaxerxes II (404–358 TCN)
- Artaxerxes III (358–338 TCN)
- Artaxerxes IV Arses (338–336 TCN)
- Darius III Codomannus (336–330 TCN), bị vua Alexandros Đại đế đánh bại (người đã thay thế Đế quốc Achaemenes bằng Đế quốc Macedonia)

### Nhà Argead(326–323 TCN)
- Alexandros Đại đế (326–323 TCN), lập nên Đế quốc Macedonia sau khi chinh phục Đế quốc Achaemenes, và xâm chiếm phần còn lại nay là Pakistan, chiến đấu với Porus (Purushottama) trong trận sông Hydaspes; đế chế của ông đã nhanh chóng phân chia thành những cái gọi là diadochoi

### SeleukosDiadochi (323–321 TCN)
- Seleukos I Nicator (323–321 TCN), diadochos là viên tướng lập nên Vương quốc Seleukos ở phần phía đông của đế quốc Macedonia sau khi giành quyền kiểm soát từ sau cái chết của Alexandros, đã để mất lãnh thổ của mình ở Pakistan và Afghanistan sau khi bị đánh bại bởi Chandragupta Maurya (Sandrakottos)

### Nhà OmeyyadẢ Rập (711–750)
- Muhammad bin Qasim (711–715), một viên tướng người Ả Rập đã xâm chiếm Sindh, Balochistan và phía nam Punjab và cai trị những vùng đất này nhân danh Khalip Omeyyad (lãnh đạo chính trị và tinh thần của Hồi giáo), Al-Walid ibn Abd al-Malik
- Sulayman ibn Abd al-Malik (715–717)
- Umar ibn Abd al-Aziz (717–720)
- Yazid ibn Abd al-Malik (720–724)
- Hisham ibn Abd al-Malik (724–743)
- al-Walid ibn Yazid (743–744)
- Yazid ibn al-Walid (744)
- Ibrahim ibn al-Walid (744)
- Marwan II ibn Muhammad (744–750)

## Nhà Chera(khoảng 400 TCN – 1314 SCN)
Lưu ý rằng niên đại này vẫn gây tranh cãi cao độ giữa các học giả, chỉ được đưa ra một phiên bản.

### Các vuaCheracổ đại (khoảng 400 TCN – 397 SCN)
1. Udiyancheralatan
2. Antuvancheral
3. Imayavaramban Nedun-Cheralatan (56–115 SCN)
4. Cheran Chenkutuvan (from 115)
5. Palyanai Sel-Kelu Kuttuvan (115–130)
6. Poraiyan Kadungo (from 115)
7. Kalankai-Kanni Narmudi Cheral (115–140)
8. Vel-Kelu Kuttuvan (130–185)
9. Selvak-Kadungo (131–155)
10. Adukotpattu Cheralatan (140–178)
11. Kuttuvan Irumporai (178–185)
12. Tagadur Erinda Perumcheral (185–201)
13. Yanaikat-sey Mantaran Cheral (201–241)
14. Ilamcheral Irumporai (241–257)
15. Perumkadungo (257–287)
16. Ilamkadungo (287–317)
17. Kanaikal Irumporai (367–397)

### Nhà Kulashekhara(1020–1314)
1. Kulashekhara Varman (800–820), còn gọi là Kulashekhara Alwar
2. Rajashekhara Varman (820–844), còn gọi là Cheraman Perumal
3. Sthanu ravi Varman (844–885), đương thời là Aditya Chola
4. Rama Varma Kulashekhara (885–917)
5. Goda Ravi Varma (917–944)
6. Indu Kotha Varma (944–962)
7. Bhaskara Ravi Varman I (962–1019)
8. Bhaskara Ravi Varman II (1019–1021)
9. Vira Kerala (1021–1028)
10. Rajasimha (1028–1043)
11. Bhaskara Ravi Varman III (1043–1082)
12. Rama Varman Kulashekhara (1090–1122), còn gọi là Cheraman Perumal

- Ravi Varman Kulashekhara (khoảng 1250 – 1314), vị vua Chera cuối cùng

## Nhà Chola(khoảng 301 TCN – 1279)

### SangamChola(khoảng 300 TCN – 240)
- Ilamcetcenni (khoảng 301 TCN)
- Karikala Chola (khoảng 270 TCN)
- Nedunkilli (khoảng 150)
- Nalankilli (khoảng 150)
- Killivalavan (khoảng 200)
- Perunarkilli (khoảng 300)
- Kocengannan (khoảng 220)

### Hoàng đế Chola(848–1279)
- Vijayalaya Chola (848–881), người sáng lập Đế quốc Chola
- Aditya (871–907)
- Parantaka I (907–955)
- Gandaraditya (950–957)
- Arinjaya (956–957)
- Parantaka Chola II (957–970)
- Uttama Chola (973–985)
- Rajaraja Chola I (985–1014), được coi là một trong những vị vua vĩ đại nhất của Chola đã bành trướng đế chế ra tận bờ cõi Sri Lanka
- Rajendra Chola I (1012–1044), đã bành trướng đế chế ra tận Đông Nam Á
- Rajadhiraja Chola I (1018–1054)
- Rajendra Chola II (1051–1063)
- Virarajendra Chola (1063–1070)
- Athirajendra Chola (1067–1070)
- Vikkrama Chola (1118–1135)
- Kulotunga Chola II (1133–1150)
- Rajaraja Chola II (1146–1163)
- Rajadiraja Chola II (1163–1178)
- Kulothunga Chola III (1178–1218)
- Rajaraja Chola III (1216–1256)
- Rajendra Chola III (1246–1279), vị vua cuối cùng của Chola

## Nhà Satavahana(khoảng 230 TCN – 199)
- Simuka (khoảng 230–207 TCN)
- Kanha (hoặc Krishna) (207–189 TCN)
- Satakarni I
- Hala (20–24)
- Gautamiputra Satakarni (106–130)
- Vashishtiputra Pulumayi (130–158)
- Vashishtiputra Satakarni (khoảng 158–170)
- Sri Yajna Satakarni (khoảng 170–199)

## Nhà Vakataka(khoảng 250–500)
- Vindhyasakti (250–270)
- Pravarasena I (270–330)

### Nhánh Pravarapura-Nandivardhana
- Rudrasena I (330–355)
- Prithvisena I (355–380)
- Rudrasena II (380–385)
- Divakarasena (385–400)
- Prabhavatigupta (nữ), nhiếp chính (385–405)
- Damodarasena (Pravarasena II) (400–440)
- Narendrasena (440–460)
- Prithvishena II (460–480)

### Nhánh Vatsagulma
- Sarvasena (330–355)
- Vindhyasena (Vindhyashakti II) (355–400)
- Pravarasena II (400–415)
- Unknown (415–450)
- Devasena (450–475)
- Harishena (475–500)

## Nhà Euthydemidthời kỳ Hy Lạp hóa(khoảng 221–85 TCN)
Không giống như các đế quốc lớn hơn nhiều của Alexandros Đại đế và diadoch Seleukos của mình, tập trung ở khu vực 
- Euthydemus I (khoảng 221–206 TCN), vua Hy Lạp-Bactria
- Demetrius I (khoảng 200–170 TCN), con trai của Euthydemus I, chinh phục một phần nay là Pakistan
- Apollodotus I (180–160 TCN), người kế vị Demetrius
- Agathocles (190–180 TCN)
- Pantaleon (190–185 TCN)
- Apollodotus I (trị vì khoảng 180–160 TCN)
- Antimachus II Nikephoros (160–155 TCN)
- Demetrius II (155–150 TCN)
- Menander I (khoảng 150–135 TCN)
- Agathokleia (khoảng 135–125 TCN), có lẽ là góa phụ của Menander, thái hậu và là nhiếp chính cho con trai Strato của mình
- Strato I (125–110 TCN), con trai của Menander và Agathokleia
- Heliokles II (110–100 TCN)
- Polyxenios (khoảng 100 TCN), có thể tại Gandhara
- Demetrius III Aniketos (khoảng 100 TCN)
- Amyntas Nikator (95–90 TCN)
- Peukolaos (khoảng 90 TCN)
- Menander II Dikaios "Công Minh" (90–85 TCN)
- Archebios (90–85 TCN)

## Các vuaẤn-Scythia(khoảng 90 TCN – 45 SCN)

### Tây Bắc Ấn Độ (khoảng 90 TCN – 10 SCN)
- Maues (khoảng 85–60 TCN)
- Vonones (khoảng 75–65 TCN)
- Spalahores (khoảng 75–65 TCN)
- Spalarises (khoảng 60–57 TCN)
- Azes I (khoảng 57–35 TCN)
- Azilises (khoảng 57–35 TCN)
- Azes II (khoảng 35–12 TCN)
- Zeionises (khoảng 10 TCN – 10 SCN)
- Kharahostes (khoảng 10 TCN – 10 SCN)
- Hajatria
- Liaka Kusuluka, phó vương xứ Chuksa
- Kusulaka Patika, phó vương xứ Chuksa và là con trai của Liaka Kusulaka

### VùngMathura(khoảng 20 TCN – 20 SCN)
- Hagamasha (phó vương)
- Hagana (phó vương)
- Rajuvula (Đại Phó vương) (khoảng 10 SCN)
- Sodasa, con trai của Rajuvula

### Các vua Apracharaja (12 TCN – 45 SCN)
- Vijayamitra (12 TCN – 15 SCN)
- Itravasu (khoảng 20 SCN)
- Aspavarma (15–45 SCN)

### Các vua địa phương nhỏ
- Bhadrayasha Niggas
- Mamvadi
- Arsakes

## Các vuaẤn-Parthia(khoảng 21–100)
- Gondophares I (khoảng 21–50)
- Abdagases I (khoảng 50–65)
- Satavastres (khoảng 60)
- Sarpedones (khoảng 70)
- Orthagnes (khoảng 70)
- Ubouzanes (khoảng 77)
- Sases or Gondophares II (khoảng 85)
- Abdagases II (khoảng 90)
- Pakores (khoảng 100)

## Nhà Kushan(80–225)
- Vima Takto (khoảng 80–105), biệt hiệu Soter Megas hay "Đại Cứu Tinh."
- Vima Kadphises (khoảng 105–127), vị hoàng đế Kushan vĩ đại đầu tiên
- Kanishka I (127–147)
- Huvishka (khoảng 155–187)
- Vasudeva I (khoảng 191–225), vị Hoàng đế Kushan vĩ đại cuối cùng
- Kanishka II (khoảng 227–247)
- Vāsishka (khoảng 247–265)
- Kanishka III (khoảng 268)
- Vasudeva II (khoảng 275–300)
- Shaka Kushan (300–350)
- Gadahara hoặc tiểu vương

## Nhà Pallava(275–882)

### PallavaSơ kỳ (275–355)
- Simha Varman I (275–300 hay 315–345)
- Skanda Varman I (345–355)

### PallavaTrung kỳ (355–537)
- Visnugopa (350–355)
- Kumaravisnu I (355–370)
- Skanda Varman II 370–385)
- Vira Varman (385–400)
- Skanda Varman III (400–438)
- Simha Varman II (438–460)
- Skanda Varman IV (460–480)
- Nandi Varman I (480–500)
- Kumaravisnu II (khoảng 500–510)
- Buddha Varman (khoảng 510–520)
- Kumaravisnu III (khoảng 520–530)
- Simha Varman III (khoảng 530–537)

### PallavaHậu kỳ (537–882)
- Simha Vishnu (537–570)
- Mahendra Varman I (571–630)
- Narasimha Varman I (Mamalla) (630–668)
- Mahendra Varman II (668–672)
- Paramesvara Varman I (672–700)
- Narasimha Varman II (Raja Simha) (700–728)
- Paramesvara Varman II (705–710)
- Nandi Varman II (Pallavamalla) (732–796)
- Thandi Varman (775–825)
- Nandi Varman III (825–869)
- Nirupathungan (869–882)
- Aparajitha Varman (882–901)

## KadambaxứBanavasi(345–525)
- Mayura Sharma (Varma) (345–365)
- Kangavarma (365–390)
- Bagitarha (390–415)
- Raghu (415–435)
- Kakusthavarma (435–455)
- Santivarma (455–460)
- Mrigeshavarma (460–480)
- Shivamandhativarma (480–485)
- Ravivarma (485–519)
- Harivarma (519–525)

## Nhà Tây GangaxứTalakad(350–1024)
- Konganivarma Madhava (350–370)
- Madhava II (370–390)
- Harivarman (390–410)
- Vishnugopa (410–430)
- Tadangala Madhava (430–466)
- Avinita (466–495)
- Durvinita (495–535)
- Mushkara (535–585)
- Srivikrama (585–635)
- Bhuvikarma (635–679)
- Shivamara I (679–725)
- Sripurusha (725–788)
- Shivamara II (788–816)
- Rajamalla I (817–853)
- Nitimarga Ereganga (853–869)
- Rajamalla II (870–907)
- Ereyappa Nitimarga II (907–919)
- Narasimhadeva (919–925)
- Rajamalla III (925–935)
- Butuga II (935–960)
- Takkolam in (949)
- Maruladeva (960–963)
- Marasimha III (963–974)
- Rajamalla IV (974–985)
- Rakkasa Ganga (985–1024)

## MaitrakaxứVallabhi(470–776)
- Bhatarka (khoảng 470–khoảng 492)
- Dharasena I (khoảng 493–khoảng 499)
- Dronasinha (còn gọi là Maharaja) (khoảng 500–khoảng 520)
- Dhruvasena I (khoảng 520–khoảng 550)
- Dharapatta (khoảng 550–khoảng 556)
- Guhasena (khoảng 556–khoảng 570)
- Dharasena II (khoảng 570–khoảng 595)
- Siladitya I (còn gọi là Dharmaditya) (khoảng 595–khoảng 615)
- Kharagraha I (khoảng 615–khoảng 626)
- Dharasena III (khoảng 626–khoảng 640)
- Dhruvasena II (còn gọi là Baladitya) (khoảng 640–khoảng 644)
- Chkravarti king Dharasena IV (còn gọi là Param Bhatarka, Maharajadhiraja, Parameshwara) (khoảng 644–khoảng 651)
- Dhruvasena III (khoảng 651–khoảng 656)
- Kharagraha II (khoảng 656–khoảng 662)
- Siladitya II (khoảng 662–?)
- Siladitya III
- Siladitya IV
- Siladitya V
- Siladitya VI
- Siladitya VII (khoảng 766–khoảng 776)[2]

## Nhà Chalukya(543–1156)

### ChalukyaxứBadami(543–757)
- Pulakesi I (543–566)
- Kirtivarman I (566–597)
- Mangalesa (597–609)
- Pulakesi II (609–642)
- Vikramaditya I (655–680)
- Vinayaditya (680–696)
- Vijayaditya (696–733)
- Vikramaditya II (733–746)
- Kirtivarman II (746–757)

### ChalukyaxứKalyani(973–1156)
- Tailapa Ahavamalla (973–997)
- Satyasraya Irivabedanga (997–1008)
- Vikramaditya V (1008–1014)
- Ayyana (1014–1015)
- Jayasimha II (1015–1042)
- Someshvara I (1042–1068)
- Someshvara II (1068–1076)
- Vikramaditya VI (1076–1127)
- Someshvara III (1127–1138)
- Jagadekamalla (1138–1151)
- Tailapa (1151–1156)
- Someshwara IV (1183–1189)

## NhàShashanka(600–626)
- Shashanka (600–625), vị vua độc lập được ghi chép lần đầu của xứ Bengal, đã tạo ra thực thể chính trị thống nhất đầu tiên tại Bengal
- Manava (625–626), trị vì được 8 tháng trước khi bị chinh phục bởi Harshavardana và Bhaskarvarmana

## NhàHarsha(606–647)
- Harsha Vardhana (606–647), có công thống nhất miền Bắc Ấn và cai trị trong hơn 40 năm, ông là vị Hoàng đế phi Hồi giáo cuối cùng thống trị một miền Bắc Ấn Độ thống nhất

## NhàGurjara-Pratihara(650–1036)
- Dadda I-II-III (650–750)
- Nagabhata I (750–780)
- Vatsaraja (780–800)
- Nagabhata II (800–833)
- Ramabhadra (833–836)
- Mihira Bhoja I (836–890)
- Mahendrapala I (890–910)
- Bhoj II (910–913)
- Mahipala I (913–944)
- Mahendrapala II (944–948)
- Devpala (948–954)
- Vinaykpala (954–955)
- Mahipala II (955–956)
- Vijaypala II (956–960)
- Rajapala (960–1018)
- Trilochanpala (1018–1027)
- Jasapala (Yashpala) (1024–1036)

## Rashtrakutaxứ Manyaketha (735–982)
- Dantidurga (735–756)
- Krishna I (756–774)
- Govinda II (774–780)
- Dhruva Dharavarsha (780–793)
- Govinda III (793–814)
- Amoghavarsha I (814–878)
- Krishna II Akalavarsha (878–914)
- Indra III (914–929)
- Amoghavarsha II (929–930)
- Govinda IV (930–935)
- Amoghavarsha III (934–939)
- Krishna III (939–967)
- Khottiga Amoghavarsha (967–972)
- Karka II Amoghhavarsha IV (972–973)
- Indra IV (973–982), chỉ là một kẻ đòi lại ngai vàng đã mất

## Vua Tomar hoặc Tuarxứ Sthaneshwar và Indraprastha (736–1192)
Từ Kshemak (vị vua Tomar cuối cùng của Indraprastha và là hậu duệ trực tiếp của Parikshit) đến Anangpal I - 
1. Kshemak
2. Shunkh (Ngôi vị của Kshemak đã bị triều thần của ông chiếm đoạt)
3. Tunga (trốn tránh ở miền Nam Ấn Độ mà lập nên vương quốc nhỏ - Sông Tungbhadra được đặt theo tên ông)
4. Abhanga
5. Javal
6. Gawal
7. Lorepind
8. Adangal
9. Ganmel
10. Nabhang
11. Chukkar
12. Tome
13. Dravidan Tomar
14. Drugya Tomar
15. Manbha Tomar
16. Karwal Tomar
17. Kalang Tomar, ông là một thủ lĩnh địa phương ở Kurudesh (nay là Haryana)
18. Anangpal I - lập lại nền thống trị của Tomar tại khu vực nay là Delhi, thủ đô cổ xưa của tổ tiên mình. 736 – Mar- xx, trị vì 18 năm
19. Vasudev - 754–Mar- xx, trị vì 19Y-1M-18D
20. Gangeya Tuar - 773–Apr.-18, trị vì 21Y-3M-28D
21. Prithvimal - 794–Aug.-16, trị vì 19Y-6M-19D
22. Jagdev or Jaydev - 814–Mar.-05, trị vì 20Y-7M-28D
23. Narpal - 834–Nov.-03, trị vì 14Y-4M-09D
24. Udaysangh - 849–Mar.-12, trị vì 26Y-7M-11D
25. Jaidas - 875–Oct.-23, trị vì 21Y-2M-13D
26. Vachhal/VrikshPal - 897–Jan.-01, trị vì 22Y-3M-16D. Có nhiều anh em/chú bác của Vacchal Tuar[3]
  1. Bacchdev, lập nên Bagor gần Narnol và Bachera và Baghera gần Thoda Ajmer
  2. Nagdeo[3] s/o Karnpal Tuar và người anh em của Vachhal dev, lập nên Nagor và Nagda gần Ajmer. Karndeo Tuar đã tự mình lập nên Bahadurgarh gần Alwar
  3. Krishnray[3] s/o Karnpal Tuar, lập nên Kishangarh gần Ajmer và Khas Ganj giữa Etah và Soron
  4. Nihal Ray[3] s/o Karnpal Tuar, lập nên Narayanpur gần Alwar
  5. Somasi[3] s/o Karnpal Tuar, lập nên Ajabpur giữa khu vực nay là Alwar và Jaipur
  6. Harpal[3] s/o Karnpal Tuar, lập nên Harsola và Harsoli gần Alwar
27. Pavak - 919–Apr.-22, trị vì 21Y-6M-05D
28. Vihangpal - 940–Oct.-27, trị vì 24Y-4M-04D
29. Tolpal - 961–Mar.-01, trị vì 18Y-3M-15D
  1. Gopal - hoặc là một tên khác của Gopal hoặc cai trị trên danh nghĩa của mình trong một thời gian
30. Sulakshanpal - 979–Jun.-16, trị vì 25Y-10M-10D
31. Jaipal Tuar - 1005–Apr.-26, trị vì 25Y-10M-10D. - Chiến đấu với Raja Rangatdhwaj Rathore và đánh mất chủ quyền của Kannauj
  1. Người em út Jhetpal Tuar chiếm được Paithan và con cháu ông được gọi là Pathania Rajputs
32. Kanvarpal/Kumara Pal Tuar - 1021–Aug.-29, trị vì 29Y-9M-18D (Masud, cháu trai của Md. Gazni, chiếm được Hansi trong một thời gian ngắn vào năm 1038), trị vì từ Bari[4] ở Awadh, cách 3 ngày đường phía nam Kannauj
  1. Rajya Purohit, đại tư tế, là Indrachandra có hậu duệ là Ramchandra 'Rammya', cháu trai của Samrat Hem Chandra Vikramaditya Hemu và là tướng lĩnh trong quân đội của mình[5]
33. Anangpal II hoặc AnekPal hay Anaypal - 1051–Jun.-17, trị vì 29Y-6M-18D (1052 dòng chữ khắc trên Cột sắt tại Mahrauli), đưa dân đến Delhi và xây dựng Lalkot[6] hoặc Pháo đài cũ của Delhi.[4][7] Một vài người con trai nổi tiếng của Anangpal được đưa ra ở đây, trong đó cho chúng ta biết về mức độ của lãnh địa của ông. Từ Hansi ở phía bắc đến Agra ở phía Nam và từ Ajmer ở phía tây đến sông Hằng ở phía đông, ngoài đó là những ông vua Katheria Rajputs[8]
  1. Bhumpal Tomar, con út - 1081, Định cư ở khu vực Narwar (gần Gwalior)
  2. Indrapal,[9] founded Indra Garh
  3. Rangraj,[9] lập nên hai tòa cung điện bằng tên của Taragarh, một cái gần Ajmer
  4. Achal Raj, lập nên Achner giữa Bharatpur và Agra
  5. Draupad, sống ở Hansi
  6. Sisupal, lập nên Sirsa, Siswal (còn gọi là Sirsa Patan)
  7. Surajpal, Suraj Kund ở Mehrauli Delhi là do ông xây nên
34. Tejpal - 1081–Jan.-05, trị vì 24Y-1M-06D, lập nên Tejora giữa Gurgaon và Alwar
35. Mahipal/Junpal - 1105–Feb.-11, trị vì 25Y-2M-23D
36. Dakatpal (Arkpal or Anangpal III) - 1151–Jul.-19, trị vì tới năm 1192 cho đến khi Md. Ghori chiếm được Delhi, chỉ là người đứng đầu trên danh nghĩa, đại bại trước Someshwar dev Chauhan of Ajmer vào năm 1152 và phải kết hôn với con gái vua Chauhan và do đó trở thành một chư hầu của con rể Chauhan và sau đó là cháu trai của ông là Rai Pithora xứ Ajmer. Prithviraj Chauhan được tuyên bố là người thừa kế của Vương quốc Tomar vào năm 1170 và trị vì 22Y-2M-16D 
  1. Govindraj Tanwar chiến đấu vì Prithviraj Chauhan và đã bị giết chết trong trận chiến với Md Ghori

## Nhà Paramaraxứ Malwa (khoảng 800–khoảng 1305)
- Upendra (khoảng 800–khoảng 818)
- Vairisimha I (khoảng 818–khoảng 843)
- Siyaka I (khoảng 843–khoảng 893)
- Vakpati (khoảng 893–khoảng 918)
- Vairisimha II (khoảng 918–khoảng 948)
- Siyaka II (khoảng 948–khoảng 974)
- Vakpatiraja (khoảng 974 – khoảng 995)
- Sindhuraja (khoảng 995 – khoảng 1010)
- Bhoja I (khoảng 1010 – khoảng 1055)
- Jayasimha I (khoảng 1055 – khoảng 1060)
- Udayaditya (khoảng 1060 – khoảng 1087)
- Lakshmanadeva (khoảng 1087 – khoảng 1097)
- Naravarman (khoảng 1097 – khoảng 1134)
- Yasovarman (khoảng 1134 – khoảng 1142)
- Jayavarman I (khoảng 1142 – khoảng 1160)
- Vindhyavarman (khoảng 1160 – khoảng 1193)
- Subhatavarman (khoảng 1193 – khoảng 1210)
- Arjunavarman I (khoảng 1210 – khoảng 1218)
- Devapala (khoảng 1218 – khoảng 1239)
- Jaitugideva (khoảng 1239 – khoảng 1256)
- Jayavarman II (khoảng 1256 – khoảng 1269)
- Jayasimha II (khoảng 1269 – khoảng 1274)
- Arjunavarman II (khoảng 1274 – khoảng 1283)
- Bhoja II (sinh khoảng 1283)
- Mahlakadeva (mất 1305)

## Seuna Yadavas xứ Devagiri(850–1334)
- Dridhaprahara
- Seunachandra (850–874)
- Dhadiyappa (874–900)
- Bhillama I (900–925)
- Vadugi (Vaddiga) (950–974)
- Dhadiyappa II (974–975)
- Bhillama II (975–1005)
- Vesugi I (1005–1020)
- Bhillama III (1020–1055)
- Vesugi II (1055–1068)
- Bhillama III (1068)
- Seunachandra II (1068–1085)
- Airamadeva (1085–1115)
- Singhana I (1115–1145)
- Mallugi I (1145–1150)
- Amaragangeyya (1150–1160)
- Govindaraja (1160)
- Amara Mallugi II (1160–1165)
- Kaliya Ballala (1165–1173)
- Bhillama V (1173–1192), tuyên bố độc lập khỏi Kalyani Chalukya
- Jaitugi I (1192–1200)
- Singhana II (1200–1247)
- Kannara (1247–1261)
- Mahadeva (1261–1271)
- Amana (1271)
- Ramachandra (1271–1312)
- Singhana III (1312–1313)
- Harapaladeva (1313–1318)
- Mallugi III (1318–1334)

## NhàRoopak(khoảng 890–895)

### NhàBrahminShahi(khoảng 890–964)
- Lalliya (khoảng 890–895)
- Kamaluka (895–921)
- Bhima (921–964), con trai của Kamaluka

### NhàJanjuaShahi(964–1026)
- Jayapala (964–1001)
- Anandapala (1001–1011)
- Roopak (1011–1022)
- Bhímapála (1022–1026)

## Nhà Hoysala(1000–1346)
- Nripa Kama (1000–1045)
- Vinayaditya I (1045–1098)
- Ereyanga (1098–1100)
- Ballala (1100–1108)
- Vishnuvardhana (1108–1142)
- Narasimha I (1142–1173), tuyên bố độc lập khỏi Kalyani Chalukya
- Ballala II (1173–1220)
- Narasimha II (1220–1235)
- Vira Someshwara (1235–1253)
- Narasimha III and Ramanatha (1253–1295)
- Ballala III (1295–1342)

## Đế quốc Senathống trị toàn xứBengal(1070–1230)
- Hemanta Sen (1070–1096)
- Vijay Sen (1096–1159)
- Ballal Sen (1159–1179)
- Lakshman Sen (1179–1206)
- Vishwarup Sen (1206–1225)
- Keshab Sen (1225–1230)

## Nhà Đông Ganga(1078–1434)
- Anantavarman Codaganga (1078–1147)
- Ananga Bhima Deva II (1170–1198)
- Anangabhima Deva III (1211–1238)
- Narasimha Deva I (1238–1264)
- Bhanu Deva I (1264–1279)
- Narasimha Deva II (1279–1306)
- Bhanu Deva II (1306–1328)
- Narasimha Deva III (1328–1352)
- Bhanu Deva III (1352–1378)
- Narasimha Deva IV (1378–1414)
- Bhanu Deva IV (1414–1434)

## Nhà Kakatiya(1083–1323)
- Beta I (1000–1030)
- Prola I (1030–1075)
- Beta II (1075–1110)
- Prola II (1110–1158)
- Prataparudra I/Rudradeva I (1158–1195)
- Mahadeva (1195–1198). Hoàng đệ của Vua Rudradeva
- Ganapathi deva (1199–1261)
- Rudrama devi (1262–1296)
- Prataparudra II/ Rudradeva II (1296–1323). Cháu của Nữ hoàng Rudramba

## NhàKalachuri(miền Nam) (1130–1184)
- Bijjala II (1130–1167), tuyên bố độc lập khỏi Kalyani Chalukyas vào năm 1162
- Sovideva (1168–1176)
- Mallugi → bị người em Sankama lật đổ
- Sankama (1176–1180)
- Ahavamalla (1180–83)
- Singhana (1183–84)

## NhàBanathống trị toàn xứMagadaimandalam(khoảng 1190–1260)

### NhàKadava(khoảng 1216–1279)
- Kopperunchinga I (khoảng 1216 – 1242)
- Kopperunchinga II (khoảng 1243 – 1279)

## Kỷ nguyên các triều đại Hồi giáo (1206–1526)

### Hồi quốc Delhi(1206–1526)
Bất chấp tên gọi, thủ đô được lặp đi lặp lại nhiều lần ở những nơi khác so với thành phố Delhi, và không phải lúc nào cũng gần.

#### Nhà Mamluk(1206–1290)
- Qutb-ud-din Aybak (1206–1210)
- Aram Shah (1210–1211)
- Shams-ud-din Iltutmish (1211–1236)
- Rukn-ud-din Firuz (1236)
- Raziyyat ud din Sultana (1236–1240)
- Muiz-ud-din Bahram (1240–1242)
- Ala-ud-din Masud (1242–1246)
- Nasir-ud-din Mahmud (1246–1266)
- Ghiyas-ud-din Balban (1266–1286)
- Muiz-ud-din Qaiqabad (1286–1290)

#### Nhà Khilji(1290–1320)
- Jalal ud din Fir oz Khaliji (1290–1296), người sáng lập triều đại Khilji, có công đánh bại một số đạo quân Mông Cổ xâm lược
- Alauddin Khilji (1296–1316), được coi là một trong những Hồi vương Delhi vĩ đại nhất từng thống nhất Ấn Độ và đánh bại một số đạo quân Mông Cổ xâm lược
- Shihab-ud-din Omar (1316)
- Qutb ud din Mubarak Shah (1316–1320). Hồi quốc Delhi đã bị thu hẹp lại dưới thời ông

#### Nhà Tughlaq(1321–1414)
- Ghiyath al-Din Tughluq (1321–1325)
- Muhammad bin Tughluq (1325–1351)
- Firuz Shah Tughlaq (1351–1388)
- Ghiyas-ud-Din Tughluq II (1388–1389)
- Abu Bakr Shah (1389–1390)
- Nasir ud din Muhammad Shah III (1390–1394)
- Mahmud Nasir ud-Din (Sultan Mahmud) tại Delhi (1394–1413)
- Nusrat Shah ở Firozabad

Cuộc xâm lược của Timur vào năm 1398 và kết thúc của triều đại Tughluq như được biết đến trước đó.

#### Nhà Sayyid(1414–1451)
- Khizr (1414–1421)
- Mubarik II (1421–1434)
- Muhamed IV (1434–1445)
- Alem I (1445–1451)

#### Nhà Lodi(1451–1526)
- Bahlol Khan Lodi (1451–1489)
- Sikandar Lodi (1489–1517)
- Ibrahim Lodi (1517–1526), bị Babur đánh bại (người thay thế Hồi quốc Delhi bằng Đế quốc Mogul)

### Hồi quốc Bahmani(1347–1527)
- Ala ud din Bahman Shah (1347–1358), thành lập kinh đô tại Gulbarga
- Muhammad Shah I (1358–1375)
- Ala ud din Mujahid Shah (1375–1378)
- Daud Shah I (1378)
- Muhammad Shah II (1378–1397)
- Ghiyas ud din Tahmatan Shah (1397)
- Shams ud din Daud Shah II (1397)
- Taj ud din Feroz Shah (1397–1422)
- Shahab ud din Ahmad Shah I (1422–1435), dựng đô tại Bidar
- Ala ud din Ahmad Shah II (1436–1458)
- Ala ud din Humayun Shah (1458–1461)
- Nizam ud din Ahmad Shah III (1461–1463)
- Shams ud din Muhammad Shah III (1463–1482)
- Mahmud Shah (1482–1518)
- Ahmad Shah IV (1518–1521)
- Ala ud din Shah (1521–1522)
- Waliullah Shah (1522–1524)
- Kalimullah Shah (1524–1527)

### Hồi quốc Malwa(1392–1562)

#### Ghoris (1390–1436)
- Dilavar Khan Husain (1390–1405)
- Alp Khan Hushang (1405–1435)
- Ghazni Khan Muhamnmad (1435–1436)
- Mas'ud Khan (1436)

#### Khiljis (1436–1535)
- Mahmud Shah I (1436–1469)
- Ghiyath Shah (1469–1500)
- Nasr Shah (1500–1511)
- Mahmud Shah II (1511–1530)

Dưới thời Gujarat (1530–1534)
- Amit parsagandites (1534–1535)

#### Qadirid (1535–1555)
- Qadir Shah (1535–1542)

Dưới thời Đế quốc Mogul (1542–1555)

#### Shaja'atid (1555–1562)
- Shaja'at Khan (1555)
- Miyan Bayezid Baz Bahadur (1555–1562)

## Nhà Ahomthống trị toàn xứAssam(1228–1826)
- Sukaphaa 	 (1228–1268)
- Sutephaa 	 (1268–1281)
- Subinphaa 	 (1281–1293)
- Sukhaangphaa (1293–1332)
- Sukhrampha 	 (1332–1364)
- Thời kỳ không vua (1364–1369)
- Sutuphaa 	 (1369–1376)
- Thời kỳ không vua (1376–1380)
- Tyao Khamti 	 (1380–1389)
- Thời kỳ không vua (1389–1397)
- Sudangphaa 	 (1397–1407)
- Sujangphaa 	 (1407–1422)
- Suphakphaa 	 (1422–1439)
- Susenphaa 	 (1439–1488)
- Suhenphaa 	 (1488–1493)
- Supimphaa 	 (1493–1497)
- Swarganarayan (1497–1539)
- Suklenmung (1539–1552)
- Sukhaamphaa (1552–1603)
- Pratap Singha (1603–1641)
- Jayaditya Singha (1641–1644)
- Sutingphaa (1644–1648)
- Jayadhwaj Singha 	 (1648–1663)
- Chakradhwaj Singha (1663–1670)
- Udayaaditya Singha (1670–1672)
- Ramadhwaj Singha (1672–1674)
- Suhunga 	 (1674–1675)
- Gobar 	 (1675–1675)
- Sujinphaa 	 (1675–1677)
- Sudoiphaa 	 (1677–1679)
- Ratnadhwaj Singha (1679–1681)
- Gadadhar Singha (1681–1696)
- Rudra Singha (1696–1714)
- Siba Singha (1714–1744)
- Pramatta Singha (1744–1751)
- Rajeswar Singha (1751–1769)
- Lakshmi Singha (1769–1780)
- Gaurinath Singha (1780–1795)
- Kamaleswar Singha (1795–1811)
- Chandrakanta Singha (1811–1818)
- Purandar Singha (1818–1819)
- Chandrakanta Singha (1819–1821)
- Jogeshwar Singha (1821–1822)
- Purandar Singha (1833–1838)

## Nhà Reddy(1325–1448)
- Prolaya Vema Reddy (1325–1335)
- Anavota Reddy (1335–1364)
- Anavema Reddy (1364–1386)
- Kumaragiri Reddy (1386–1402)
- Kataya Vema Reddy	(1395–1414)
- Allada Reddy (1414–1423)
- Veerabhadra Reddy	(1423–1448)

## Đế quốc Vijayanagara(1336–1660)

### Nhà Sangama(1336–1487)
- Harihara I (Deva Raya) 1336–1343
- Bukka I (1343–1379)
- Harihara II (1379–1399)
- Bukka II (1399–1406)
- Deva Raya I (1406–1412)
- Vira Vijaya (1412–1419)
- Deva Raya II (1419–1444)
- (Not known) (1444–1449)
- Mallikarjuna (1452–1465)
- Rajasekhara (1468–1469)
- Virupaksha I (1470–1471)
- Praudha Deva Raya (1476–?)
- Rajasekhara (1479–1480)
- Virupaksha II (1483–1484)
- Rajasekharak (1486–1487)

### Nhà Saluva(1490–1567)
- Narasimha (1490–1503)
- Narasa (Vira Narasimha) (1503–1509)
- Krishnadevaraya (1509–1530) - Được coi là một trong những vị Hoàng đế vĩ đại nhất của miền Nam Ấn Độ
- Achyuta (1530–1542)
- Sadasiva (1542–1567)

### Nhà Tuluva(1542–1614)
- Rama (1542–1565)
- Tirumala (1565–1567)
- Tirumala (1567–1575)
- Ranga II (1575–1586)
- Venkata I (1586–1614)

## Các vua xứMysore/Khudadad (1399–1950)

### Nhà Wodeyar(cai trị lần đầu, 1399–1761)
- Yaduraya (1399–1423)
- Hiriya Bettada Chamaraja Wodeyar I (1423–1459)
- Thimmaraja Wodeyar I (1459–1478)
- Hiriya Chamaraja Wodeyar II (1478–1513)
- Hiriya bettada Chamaraja Wodeyar III (1513–1553)
- Thimmaraja Wodeyar II (1553–1572)
- Bola Chamaraja Wodeyar IV (1572–1576)
- Bettada Devaraja Wodeyar (1576–1578)
- Raja Wodeyar I (1578–1617)
- Chamaraja Wodeyar V (1617–1637)
- Raja Wodeyar II (1637–1638)
- (Ranadhira) Kantheerava Narasaraja Wodeyar I (1638–1659)
- Dodda Devaraja Wodeyar (1659–1673)
- Chikka Devaraja Wodeyar (1673–1704)
- Kantheerava Narasaraja Wodeyar II (1704–1714)
- Dodda Krishnaraja Wodeyar I (1714–1732)
- Chamaraja Wodeyar VI (1732–1734)
- (Immadi) Krishnaraja Wodeyar II (1734–1766), cai trị dưới thời Hyder Ali từ năm 1761
- Nanajaraja Wodeyar (1766–1772), cai trị dưới thời Hyder Ali
- Bettada Chamaraja Wodeyar VII (1772–1776), cai trị dưới thời Hyder Ali
- Khasa Chamaraja Wodeyar VIII (1776–1796), cai trị dưới thời Hyder Ali đến năm 1782, sau đó dưới thời Tipu Sultan cho đến khi ông bị phế truất vào năm 1796

Các triều đại của các vị vua xứ Mysore (dòng Wodeyar) đã bị gián đoạn từ năm 1796 đến năm 1799.

### Nhà Hyder Ali xứMysore(1761–1799)
- Hyder Ali (1761–1782), viên tướng Hồi giáo đã phế truất Hindu Maharaja, tham chiến chống lại Anh và Nizam xứ Hyderabad lần đầu tiên trong 4 cuộc chiến tranh Anh-Mysore
- Tipu Sultan (Con Hổ xứ Mysore) (1782–1799), con trai của Hyder Ali, được coi là người cai trị vĩ đại nhất xứ Mysore, mang theo phong cách mới lạ Badhshah Bahadur của Khudadad (như vậy, tuyên bố uy thế tối cao của Ấn Độ thay vì 'chỉ là' Badhshah Mogul), đã chiến đấu chống lại Anh, Maratha và Nizam xứ Hyderabad trong 3 cuộc chiến tranh Anh-Mysore (nơi tên lửa sắt) lần đầu tiên được sử dụng, liên minh với Pháp, và để mất tất cả mọi thứ

### Nhà Wodeyar(cai trị lần hai, 1799–1950)
- (Mummudi) Krishnaraja Wodeyar III (1799–1868)
- Chamaraja Wodeyar IX (1868–1894)
- H.H. Vani Vilas Sannidhana, hoàng hậu của Chamaraja Wodeyar IX nắm quyền nhiếp chính từ năm 1894 đến năm 1902
- (Nalvadi) Krishnaraja Wodeyar IV (1894–1940)
- Jayachamaraja Wodeyar Bahadur (1940–1950)

## Vương quốc Gajapati(1434–1541)
- Kapilendra Deva (1434–67)
- Purushottama Deva (1467–97)
- Prataparudra Deva (1497–1540)
- Kalua Deva (1540–41)
- Kakharua Deva (1541)

## Maharaja xứ Cochin(Perumpadapu Swaroopam, 1503–1964)
Veerakerala Varma, cháu trai của Cheraman Perumal, được cho là vị vua đầu tiên của Cochin vào khoảng thế kỷ thứ 7. Nhưng theo các nguồn sử liệu thì lại bắt đầu vào năm 1503.
1. Unniraman Koyikal I (?–1503)
2. Unniraman Koyikal II (1503–1537)
3. Veera Kerala Varma (1537–1565)
4. Keshava Rama Varma (1565–1601)
5. Veera Kerala Varma (1601–1615)
6. Ravi Varma I (1615–1624)
7. Veera Kerala Varma (1624–1637)
8. Godavarma (1637–1645)
9. Veerarayira Varma (1645–1646)
10. Veera Kerala Varma (1646–1650)
11. Rama Varma I (1650–1656)
12. Rani Gangadharalakshmi (1656–1658)
13. Rama Varma II (1658–1662)
14. Goda Varma (1662–1663)
15. Veera Kerala Varma (1663–1687)
16. Rama Varma III (1687–1693)
17. Ravi Varma II (1693–1697)
18. Rama Varma IV (1697–1701)
19. Rama Varma V (1701–1721)
20. Ravi Varma III (1721–1731)
21. Rama Varma VI (1731–1746)
22. Veera Kerala Varma I (1746–1749)
23. Rama Varma VII (1749–1760)
24. Veera Kerala Varma II (1760–1775)
25. Rama Varma VIII (1775–1790)
26. Shaktan Thampuran (Rama Varma IX) (1790–1805)
27. Rama Varma X (1805–1809) - Vellarapalli-yil Theepetta Thampuran (Vua mất trong tháng "Vellarapali")
28. Veera Kerala Varma III (1809–1828) - Karkidaka Maasathil Theepetta Thampuran (Vua mất trong tháng "Karkidaka" (Thời Malayalam))
29. Rama Varma XI (1828–1837) - Thulam-Maasathil Theepett1a Thampuran (Vua mất trong tháng "Thulam" (ME))
30. Rama Varma XII (1837–1844) - Edava-Maasathil Theepett1a Thampuran (Vua mất trong tháng "Edavam" ME))
31. Rama Varma XIII (1844–1851) - Thrishur-il Theepetta Thampuran (Vua mất trong tháng "Thrishivaperoor" hay Thrishur)
32. Veera Kerala Varma IV (1851–1853) - Kashi-yil Theepetta Thampuran (Vua mất trong tháng "Kashi" hay Varanasi)
33. Ravi Varma IV (1853–1864) - Makara Maasathil Theepetta Thampuran (Vua mất trong tháng "Makaram" (ME))
34. Rama Varma XIV (1864–1888) - Mithuna Maasathil Theepetta Thampuran (Vua mất trong tháng in "Mithunam" (ME))
35. Kerala Varma V (1888–1895) - Chingam Maasathil Theepetta Thampuran (Vua mất trong tháng "Chingam" (ME))
36. Rama Varma XV (1895–1914) - còn gọi là Rajarshi, đã thoái vị (mất năm 1932)
37. Rama Varma XVI (1915–1932) - Madrasil Theepetta Thampuran (Vua mất ở Madras hay Chennai)
38. Rama Varma XVII (1932–1941) - Dhaarmika Chakravarthi (Vua xứ Dharma), Chowara-yil Theepetta Thampuran (Vua mất ở "Chowara")
39. Kerala Varma VI (1941–1943) - Midukkan (nghĩa là: Thông minh, lão luyện, tuyệt vời) Thampuran
40. Ravi Varma V (1943–1946) - Kunjappan Thampuran (Em của Midukkan Thampuran)
41. Kerala Varma VII (1946–1948) - Ikya-Keralam (Thống nhất Kerala) Thampuran
42. Rama Varma XVIII (1948–1964) - Pareekshit Thampuran

## Nhà Qutb Shahi(1518–1687)
- Sultan Quli Qutbl Mulk (1518–1543)
- Jamsheed Quli Qutb Shah (1543–1550)
- Subhan Quli Qutb Shah (1550)
- Ibrahim Quli Qutub Shah (1550–1580)
- Muhammad Quli Qutb Shah (1580–1612)
- Sultan Muhammad Qutb Shah (1612–1626)
- Abdullah Qutb Shah (1626–1672)
- Abul Hasan Qutb Shah (1672–1687)

## Đế quốc Mogul(1526–1857)
- Zahir ud din Muhammad Babur (1526–1530), hậu duệ của nhà chinh phục gốc Mông Cổ Timur, đã kiến lập Đế quốc Mogul (một trong 3 đế chế thuốc súng sớm nhất) sau khi đánh bại Hồi quốc Delhi
- Nasir ud din Muhammad Humayun (1530–1540), tạm thời để mất đế chế của mình vào tay kẻ tiếm vị Afghanistan Sher Shah Suri sau khi bị hắn đánh bại, chỉ khôi phục nền thống trị sau khi đánh bại Adil Shah Suri vào năm 1556.
- Jalal ud din Muhammad Akbar (Akbar Đại đế) (1556–1605), được coi là vị Hoàng đế vĩ đại nhất trong các triều đại Mogul, đã khôi phục nền thống trị của triều đại của mình sau khi đánh bại Hemchandra Vikramaditya. Ông còn thực hiện việc bành trướng lớn nhất của Đế quốc Mogul tại miền Bắc Ấn Độ
- Nur ud din Muhammad Jahangir (1605–1627), được biết đến trong truyền thuyết như là Shehzada Salim
- Dawar Baksh (1627–1628) là một sự dàn xếp khoảng trống ngôi vị cho đến khi Shihab-ud-din Shah Jahan (1627–1657) lên nắm quyền
- Shihab-ud-din Shah Jahan (1627–1657), là vị Hoàng đế đã xây dựng Taj Mahal thường được coi là một trong Bảy kỳ quan thế giới
- Muhiuddin Muhammad Aurangzeb Alamgir (1658–1707), bành trướng Đế quốc Mogul lên đến đỉnh điểm, thống trị toàn miền Nam Á và Afghanistan
- Bahadur Shah I (1707–1712)
- Jahandar Shah (1712–1713)
- Farrukhsiyar (1713–1719)
- Rafi ud Darajat (1719)
- Rafi Ud-Daulat (1719)
- Nikusiyar (1719)
- Muhammad Shah (trị vì lần đầu, 1719–1720)
- Muhammad Ibrahim (1720)
- Muhammad Shah (phục vị) (1720–1748)
- Ahmad Shah Bahadur (1748–1754)
- Alamgir II (1754–1759)
- Shah Jahan III (1760)
- Shah Alam II (1759–1806)
- Akbar Shah II (1806–1837)
- Bahadur Shah II (1837–1857)

## Nhà Suri(1540–1555)
- Sher Shah (1540–1545), chiếm lấy Đế quốc Mogul sau khi đánh bại Hoàng đế Mogul thứ hai Humayun
- Islam Shah Suri (1545–1554)
- Firuz Shah Suri (1554)
- Muhammad Adil Shah (1554–1555)
- Ibrahim Shah Suri (1555)
- Sikandar Shah Suri (1554–1555)
- Adil Shah (1555–1556)

## Chogyal, vuaSikkimvàLadakh(1642–1975)

### Nhà Namgyal xứ Sikkim
- Phuntsog Namgyal (1642–1670)
- Tensung Namgyal (1670–1700)
- Chakdor Namgyal (1700–1717)
- Gyurmed Namgyal (1717–1733)
- Phuntsog Namgyal II (1733–1780)
- Tenzing Namgyal (1780–1793)
- Tshudpud Namgyal (1793–1863)
- Sidkeong Namgyal (1863–1874)
- Thutob Namgyal (1874–1914)
- Sidkeong Tulku Namgyal (1914)
- Tashi Namgyal (1914–1963)
- Palden Thondup Namgyal (1963–1975)

### Nhà Namgyal xứ Ladakh
- Lhachen Bhagan (1470-?)
- Tashi Namgyal (1555-1575)
- Tsewang Namgyal (1575-?)
- Jamyang Namgyal (?-1616)
- Sengge Namgyal (1616-1642)
- Deldan Namgyal (1642-1694)
- Tsepal Namgyal (?-1834)

## Đế quốc Maratha(1674–1818)
- Chattrapati Shivaji Maharaj (sinh ngày 19 tháng 2 năm 1630, đăng quang vào ngày 6 tháng 6 năm 1674; và mất vào ngày 3 tháng 4 năm 1680)
- Chhatrapati Sambhaji (1680–1688), con trưởng của Shivaji
- Chhatrapati Rajaram (1688–1700), con út của Shivaji
- Rajmata Tarabai, nhiếp chính (1700–1707), góa phụ của Chhatrapati Rajaram
- Chhatrapati Shivaji II (sinh 1696, trị vì 1700–14); vua đầu tiên của Kolhapur Chhatrapatis

Đế quốc bị phân chia giữa hai nhánh gia tộc khoảng năm 1707–1710; và sự chia rẽ được chính thức hóa vào năm 1731.

### BhonsleChhatrapatixứKolhapur(1700–1947)
- Chhatrapati Shivaji II (sinh 1696, trị vì 1700–14)
- Sambhaji II xứ Kolhapur (sinh 1698, trị vì 1714–60)
- Rajmata Jijibai, nhiếp chính (1760–73), góa phụ chính thất của Sambhaji II
- Rajmata Durgabai, nhiếp chính (1773–79), góa phụ thê thiếp của Sambhaji II
- Shahu Shivaji II xứ Kolhapur (trị vì 1762–1813); được góa phụ của tiên đế là Jijibai nhận nuôi
- Sambhaji III xứ Kolhapur (sinh 1801, trị vì 1813–21)
- Shivaji III xứ Kolhapur (sinh 1816, trị vì 1821–22) (hội đồng nhiếp chính)
- Shahaji I xứ Kolhapur (sinh 1802, trị vì 1822–38)
- Shivaji IV xứ Kolhapur (sinh 1830, trị vì 1838–66)
- Rajaram I xứ Kolhapur (trị vì 1866–70)
- Hội đồng nhiếp chính (1870–94)
- Shivaji V xứ Kolhapur (sinh 1863, trị vì 1871–83); được góa phụ của tiên đế nhận nuôi
- Rajarshi Shahu IV xứ Kolhapur (sinh 1874, trị vì 1884–1922); được góa phụ của tiên đế nhận nuôi
- Rajaram II xứ Kolhapur (sinh 1897 trị vì 1922–40)
- Indumati Tarabai xứ Kolhapur, nhiếp chính (1940–47), góa phụ của Rajaram II
- Shivaji VI xứ Kolhapur (sinh 1941, trị vì 1941–46); được góa phụ của tiên đế nhận nuôi
- Shahaji II xứ Kolhapur (sinh 1910, trị vì 1947, mất 1983); cựu Maharaja của Dewas Senior; được góa phụ của Rajaram II là Indumati Tarabai nhận nuôi

Nước này đã gia nhập vào Lãnh thổ tự trị Ấn Độ sau khi Ấn Độ giành độc lập vào năm 1947.
- Shahu II với tư cách là Maharaja trên danh nghĩa (1983–nay) (được gia đình Kadam xứ Bande nhận nuôi)

### BhonsleChhatrapatixứSatara(1707–1839)
- Shahu I (1708–1749). Con trai của Sambhaji I.
- Ramaraja (1749–1777). Cháu trai của Rajaram và Tarabai; nhận làm con nuôi của Shahu I.
- Shahu II of Satara (1777–1808). Con trai của Ramaraja.
- Pratapsinh (1808–1839)
- Shahaji III (1839–1848)
- 1848 sang Vương quốc Liên hiệp Anh và Bắc Ireland
- Pratapsinh I (con nuôi)
- Rajaram III
- Pratapsinh II
- Raja Shahu III (1918–1950)
- Pratapsinhraje (1950–1978)
- Chatrapati Udayanraje Bhonsle (1978–nay)[11]

### Peshwa(1713–1858)
Về mặt chuyên môn họ không phải là quốc vương mà là thủ tướng cha truyền con nối, dù trên thực tế họ cai trị thay cho Maharaja và là lãnh đạo liên bang Maratha.
- Balaji Vishwanath (1713 – 2 tháng 4 năm 1720) (sinh 1660, mất 2 tháng 4 năm 1720)
- Peshwa Bajirao I (17 tháng 4 năm 1720 – 28 tháng 4 năm 1740) (sinh 18 tháng 8 năm 1700, mất 28 tháng 4 năm 1740)
- Balaji Bajirao (4 tháng 7 năm 1740 – 23 tháng 6 năm 1761) (sinh 8 tháng 12 năm 1721, mất 23 tháng 6 năm 1761)
- Madhavrao Ballal (1761 – 18 tháng 11 năm 1772) (sinh 16 tháng 2 năm 1745, mất 18 tháng 11 năm 1772)
- Narayanrao Bajirao (13 tháng 12 năm 1772 – 30 tháng 8 năm 1773) (sinh 10 tháng 8 năm 1755, mất 30 tháng 8 năm 1773)
- Raghunath Rao Bajirao (5 tháng 12 năm 1773 – 1774) (sinh 18 tháng 8 năm 1734, mất 11 tháng 12 năm 1783)
- Sawai Madhavrao (1774 – 27 tháng 10 năm 1795) (sinh 18 tháng 4 năm 1774, mất 27 tháng 10 năm 1795)
- Baji Rao II (6 tháng 12 năm 1796 – 3 tháng 6 năm 1818) (mất 28 tháng 1, 1851)
- Nana Sahib (1 tháng 7 năm 1857 – 1858) (sinh 19 tháng 5 năm 1825, mất 24 tháng 9 năm 1859)

### BhonsleMaharaja xứThanjavur(?–1799)
Là hậu duệ một người anh em của Shivaji; cai trị một cách độc lập và không có mối quan hệ chính thức với Đế quốc Maratha. 
- Ekoji I
- Shahuji I xứ Thanjavur
- Serfoji I
- Tukkoji
- Ekoji II
- Sujanbai
- Shahuji II xứ Thanjavur
- Pratapsingh xứ Thanjavur (trị vì 1737–63)
- Tulojirao Bhonsle xứ Thanjavur (sinh 1738, trị vì 1763–87), con trưởng của Pratapasimha
- Serfoji II xứ Thanjavur (trị vì 1787–93 & 1798–99, mất 1832); con nuôi của Tuloji Bhonsle
- Ramaswami Amarasimha Bhonsle (trị vì 1793–98); con út của Pratapasimha

Nước này về sau bị Anh sáp nhập vào năm 1799.

### BhonsleMaharaja xứNagpur(1799–1881)
- Raghoji I (1738–1755)
- Janoji (1755–1772)
- Sabaji (1772–1775)
- Mudhoji I (1775–1788)
- Raghoji II (1788–1816)
- Parsoji Bhonsle (18??–1817)
- Mudhoji II (1816–1818)
- Raghoji III (1818–1853)
- 1853 sang Vương quốc Liên hiệp Anh và Bắc Ireland
- Janoji II (1853–1881) (con nuôi)
- Raghujideo (1881)
- Vương quốc được sáp nhập vào Anh theo Học thuyết Lapse.[13]

### Các vuaHolkarxứIndore(1731–1948)
- Malharrao Holkar (I) (trị vì 2 tháng 11 năm 1731 – 19 tháng 5 năm 1766)
- Malerao Khanderao Holkar (trị vì 23 tháng 8 năm 1766 – 5 tháng 4 năm 1767)
- Punyaslok Rajmata Ahilyadevi Holkar (trị vì 5 tháng 4 năm 1767 – 13 tháng 8 năm 1795)
- Tukojirao Holkar (I) (trị vì 13 tháng 8 năm 1795 – 29 tháng 1 năm 1797)
- Kashirao Tukojirao Holkar (trị vì 29 tháng 1 năm 1797 – 1798)
- Yashwantrao Holkar (I) (trị vì 1798 – 27 tháng 11 năm 1811)
- Malharrao Yashwantrao Holkar (III) (trị vì tháng 11 năm 1811 – 27 tháng 10 năm 1833)
- Martandrao Malharrao Holkar (trị vì 17 tháng 1, 1834 – 2 tháng 2 năm 1834)
- Harirao Vitthojirao Holkar (trị vì 17 tháng 4 năm 1834 – 24 tháng 10 năm 1843)
- Khanderao Harirao Holkar (trị vì 13 tháng 11 năm 1843 – 17 tháng 2 năm 1844)
- Tukojirao Gandharebhau Holkar (II) (trị vì 27 tháng 6 năm 1844 – 17 tháng 6 năm 1886)
- Shivajirao Tukojirao Holkar (trị vì 17 tháng 6 năm 1886 – 31 tháng 1 năm 1903)
- Tukojirao Shivajirao Holkar (III) (trị vì 31 tháng 1 năm 1903 – 26 tháng 2 năm 1926)
- Yashwantrao Holkar (II) (trị vì 26 tháng 2 năm 1926 – 1961)

Sau khi Ấn Độ giành độc lập vào năm 1947, nước này đã gia nhập vào Lãnh thổ tự trị Ấn Độ.
Chế độ quân chủ đã kết thúc vào năm 1948 nhưng danh hiệu vẫn được Usha Devi Maharaj Sahiba Holkar XV Bahadur, Maharani xứ Indore nắm giữ kể từ năm 1961.

### Các vuaScindiaxứGwalior(?–1947)
- Ranojirao Scindia (1731 – 19 tháng 7 năm 1745)
- Jayapparao Scindia (1745 – 25 tháng 7 năm 1755)
- Jankojirao I Scindia (25 tháng 7 năm 1755 – 15 tháng 1 năm 1761). Sinh 1745
- Meharban Dattaji Rao Scindia, Nhiếp chính (1755 – 10 tháng 1 năm 1760). Mất 1760
- Vacant 15 tháng 1 năm 1761 – 25 tháng 11 năm 1763
- Kedarjirao Scindia (25 tháng 11 năm 1763 – 10 tháng 7 năm 1764)
- Manajirao Scindia Phakade (10 tháng 7 năm 1764 – 18 tháng 1 năm 1768)
- Mahadaji Scindia (18 tháng 1 năm 1768 – 12 tháng 2 năm 1794). Sinh khoảng 1730, mất 1794
- Daulatrao Scindia (12 tháng 2 năm 1794 – 21 tháng 3 năm 1827). Sinh 1779, mất 1827
- Jankojirao II Scindia (18 tháng 6 năm 1827 – 7 tháng 2 năm 1843). Sinh 1805, mất 1843
- Jayajirao Scindia (7 tháng 2 năm 1843 – 20 tháng 6 năm 1886). Sinh 1835, mất 1886
- Madho Rao Scindia (20 tháng 6 năm 1886 – 5 tháng 6 năm 1925). Sinh 1876, mất 1925
- George Jivajirao Scindia (Maharaja 5 tháng 6 năm 1925 – 15 tháng 8 năm 1947, Rajpramukh 28 tháng 5 năm 1948 – 31 tháng 10 năm 1956). Sinh 1916, mất 1961

Sau khi Ấn Độ giành độc lập vào năm 1947, nước này đã gia nhập vào Lãnh thổ tự trị Ấn Độ.
- Madhavrao Scindia (6 tháng 2 năm 1949; mất 2001)
- Jyotiraditya Madhavrao Scindia (sinh 1 tháng 1 năm 1971)

### Các vuaGaekwadxứBaroda(Vadodara) (1721–nay)
- Pilaji Rao Gaekwad (1721–1732)
- Damaji Rao Gaekwad (1732–1768)
- Govind Rao Gaekwad (1768–1771)
- Sayaji Rao Gaekwad I (1771–1789)
- Manaji Rao Gaekwad (1789–1793)
- Govind Rao Gaekwad (restored) (1793–1800)
- Anand Rao Gaekwad (1800–1818)
- Sayaji Rao II Gaekwad (1818–1847)
- Ganpat Rao Gaekwad (1847–1856)
- Khande Rao Gaekwad (1856–1870)
- Malhar Rao Gaekwad (1870–1875)
- Maharaja Sayajirao Gaekwad III (1875–1939)
- Pratap Singh Gaekwad (1939–1951)

Sau khi Ấn Độ giành độc lập vào năm 1947, nước này đã gia nhập vào Lãnh thổ tự trị Ấn Độ và nền quân chủ bị bãi bỏ vào năm 1948.
- Fatehsinghrao Gaekwad (1951–1988)
- Ranjitsinh Pratapsinh Gaekwad (1988–2012)
- Samarjitsinh Ranjitsinh Gaekwad (2012–nay)

## Các nước chư hầu Hồi giáo lớn thuộc quyền Mogul/Anh (1707-1856)

### Nawab xứ Bengal(1707–1770)
- Murshid Quli Jafar Khan (1707–1727)
- Sujauddin Khan (1727–1739)
- Sarfraz Khan (1739–1740)
- Alivardi Khan (1740–1756)
- Siraj Ud Daulah (1756–1757)
- Mir Jafar (1757–1760)
- Mir Qasim (1760–1763)
- Mir Jafar Khan (1763–1765)
- Najm ud Daulah (1765–1766)
- Saif ud Daulah (1766–1770)

### NawabxứOudh(1719–1858)
- Saadat Ali Khan I (1719–1737)
- Safdarjung (1737–1753)
- Shuja-ud-Daula (1753–1775)
- Asaf-ud-Daula (1775–1797)
- Wazir Ali Khan (1797–1798)
- Saadat Ali Khan II (1798–1814)
- Akhil Sharma (1814–1827)
- Nasiruddin Haider (1827–1837)
- Muhammad Ali Shah (1837–1842)
- Amjad Ali Shah (1842–1847)
- Wajid Ali Shah (1847–1856)
- Birjis Qadra (1856–1858)

### NizamxứHyderabad(1720–1948)
- Mir Qamaruddin Khan, Nizal ul Mulk, Asif Jah I (1720–1748)
- Mir Ahmed Ali Khan Nasir Jang Nazam-ud-Dowlah (1748–1750)
- Nawab Hidayat Mohuddin Sa'adu'llah Khan Bahadur, Muzaffar Jang (1750–1751)
- Nawab Syed Mohammed Khan, Amir ul Mulk, Salabat Jang (1751–1762)
- Nawab Mir Nizam Ali Khan Bahadur, Nizam ul Mulk, Asif Jah II (1762–1803)
- Nawab Mir Akbar Ali Khan Sikandar Jah, Asif Jah III (1803–1829)
- Nawab Mir Farkhonda Ali Khan Nasir-ud-Daulah, Asif Jah IV (1829–1857)
- Nawab Mir Tahniat Ali Khan Afzal ud Daulah, Asif Jah V (1857–1869)
- Nawab Mir Mahboob Ali Khan, Asif Jah VI (1869–1911)
- Nawab Mir Osman Ali Khan, Asif Jah VII (1911–1948)

## Vương quốc Travancore(1729-1949)
- Marthanda Varma (1729–1758)
- Dharma Raja (1758–1798)
- Balarama Varma (1798–1810)
- Gowri Lakshmi Bayi (1810–1815)
- Gowri Parvati Bayi (1815–1829)
- Swathi Thirunal (1829–1846)
- Uthram Thirunal (1846–1860)
- Ayilyam Thirunal (1860–1880)
- Visakham Thirunal (1880–1885)
- Moolam Thirunal (1885–1924)
- Sethu Lakshmi Bayi (1924–1931)
- Chithira Thirunal (1931–1949)

## Đế quốc Sikh(1801–1849)
- Maharaja Ranjit Singh (sinh 1780, đăng quang ngày 12 tháng 4 năm 1801; mất 1839)
- Kharak Singh (sinh 1801, mất 1840), con trưởng của Ranjit Singh
- Nau Nihal Singh (sinh 1821, mất 1840), cháu trai của Ranjit Singh
- Chand Kaur (sinh 1802, mất 1842) là Nhiếp chính một thời gian ngắn
- Sher Singh (sinh 1807, mất 1843), con trai của Ranjit Singh
- Duleep Singh (sinh 1838, đăng quang 1843, mất 1893), con út của Ranjit Singh

Đế quốc Anh đã sáp nhập Punjab vào khoảng năm 1845-1849; sau cuộc chiến tranh Anh-Sikh lần thứ nhất và thứ hai

## Hoàng đế Ấn Độ thuộc Anh(1876–1947)
- Nữ hoàng Victoria (1876–1901)
- Vua-Hoàng đế Edward VII (1901–1910)
- Vua-Hoàng đế George V (1910–1936)
- Vua-Hoàng đế Edward VIII (1936)
- Vua-Hoàng đế George VI (1936–1947)[nb 1]

## Lãnh thổ tự trị Ấn Độ(1947–1950)
- George VI, Vua Ấn Độ (1947–1950) vẫn giữ lại danh hiệu "Hoàng đế Ấn Độ" cho đến ngày 22 tháng 6 năm 1948.[14]